# トランザム★ヒロシ
トランザム★ヒロシ（1987年8月15日 - ）は、日本の男性プロレスラー。血液型O型。東京都小平市出身。日本体育大学武道学科卒。身長180cm、体重48～110kg。柔道三段。プロレスリングBASARA所属。本名及びデビュー時のリングネームは福田 洋（ふくだ ひろし）。

## 経歴

### 2010年
- 12月3日、ユニオンプロレスが行った「新レギュラーメンバーオーディション」に応募、1次審査で選に漏れるも、改めて練習生としての入門を申し出、認められる。

### 2011年
- 5月4日、ユニオンプロレス後楽園ホール大会において対趙雲子龍・曹彰戦でデビュー。（パートナーはゲイロン・サマーズ）
- 9月26日、山梨県ネイチャーランドオムで開催されたキャンプ場プロレス旗揚げ戦で路上プロレスデビュー。第2回DDT48総選挙にもエントリー。選挙公約は「世界各国を回ってアメリカンプロレスが世界最強だと証明すること」だったが9月29日の投票結果、選抜メンバーから落選（得票数と順位は非公開）。
- 10月19日、ユニオンプロレス新宿FACE大会にてビッグ諸橋と組んで大家健・折原昌夫と対戦。大家健から得意技パーフェクトプレックスでプロ入り初勝利を挙げる。
- 11月22日、ユニオンプロレス新宿FACE大会、木高イサミ（with風間ルミ）と対戦。事前の記者会見で試合に勝ったら風間と結婚すると宣言し、婚姻届を持参して臨んだ一戦だったが、6:43裏四の字固めで破れる。が、風間の「未来のあんたに賭けてみたい」の言葉を受けて、以降福田の専属ディーバとなる。
- 11月27日、DDTプロレスリング後楽園大会で団体内ユニット「ほもいろクローバーZ」の緑メンバーオーディションバトルロイヤルに参戦。グラン浜田、みなみ飛香、彰人とともに選ばれ、以降ほもクロの正式メンバーとなる。

### 2012年
- 1月3日、ユニオンプロレス後楽園ホール大会にてRGと敗者フォロワー誘導マッチ（勝者は相手のツイッターのフォロワーを自分のフォロワーに誘導できるというルール）で対戦。7:07エビ固めで敗れる。
- 1月15日、サイトやブログ管理者及びmixiやTwitterのアカウントを所持する一般ファンが投票する「ネットプロレス大賞2011」の新人賞部門で5位に入賞。
- 3月18日、ユニオンプロレス新木場大会で美月凛音と対戦。7:30ローブローからの横入り式エビ固めでシングル初勝利を挙げる。
- 3月29日、ユニオン・大日本プロレス合同興行にて関本大介と対戦。6:27逆エビ固めで敗れる。
- 4月28日 - 5月6日にKAIENTAI DOJOのGWSPで開催された若手選手を対象としたK-METAL LEAGUEに参戦。他の参戦者はナス晃太郎（STYLE-E）、ダーイシ（ごじゃっぺプロレス）、遠藤哲哉（DDT）、本田アユム（KAIENTAI DOJO）。3勝1敗で同点1位のナスと並んだが、決勝戦にて15:27 雪崩式腕ひしぎ逆十字固めで敗退し準優勝に終わる。
- 6月3日、DDTプロレス新木場大会にて栗原あゆみよりアイアンマンヘビーメタル級王座を奪取。第906代王者となるも同日星誕期に奪われる。
- 6月16日、STYLE-E新木場大会にて翔太とのタッグでGWCタッグ選手権に挑戦。チャンピオンのCHANGOとアミーゴ鈴木に挑んだが、10:18 ベルト殴打の誤爆からの片エビ固めで敗れる。尚この試合はガッツワールド相談役のミスター雁之助により敗者が直毛になるルールが定められた為（福田、翔太、アミーゴ鈴木が天然パーマ）、試合後福田がストレートアイロンによる直毛姿を披露した。
- 6月24日、DDTプロレス後楽園ホール大会にて藤本つかさよりアイアンマンヘビーメタル級王座を奪取。第916代王者となるも同日タノムサク鳥羽に奪われる。
- 7月29日 - 8月4日に新木場1stRINGで開催されたDDT闘うビアガーデンではほぼ毎日アイアンマンヘビーメタル級タイトルの争奪戦を繰り広げ、大いにイベントを盛り上げた。
- 8月12日、ユニオンプロレス蕨大会にて自ら創設したユニオン非認定USヘビー級の防衛戦を大家拳號と行い、4:53リングアウトにより初防衛。以降福田はこのタイトルの証であるメダルをかけてリングに上がる様になる。
- 8月18日、DDT武道館大会ではアイアンマンヘビーメタル級争奪ランブルに参戦。タイトルは取れなかったものの覇者である藤原喜明を急襲し「昭和のテロリストを平成のテロリストが襲った日」と自らツイッターで呟いている。
- 9月30日、DDT後楽園大会にてばってん多摩川との新ユニット「チームアメリカ」としてダークマッチに参戦。総選挙の選抜入りをアピールする。第3回DDT48総選挙にエントリーするが10月3日の投票結果発表にて得票数75票の22位と選抜メンバーから落選。しかし20 - 23位のアンダーボーイズ枠に入ったため10月21日の後楽園大会ではダークマッチに出場（その後10月8日札幌大会にて選抜9位のKUDOが負傷・欠場したため20位のDJニラが選抜に繰り上がり、坂口征夫と組んで中澤マイケル、ヨシヒコと対戦）。
- 10月3日 - 8日、大日本プロレスの北海道ツアーに参戦。
- 10月13日、DDT横浜大会にてユニオン非認定USヘビー級の防衛戦を高木三四郎と行い、7:12反則勝ち。高木が肩に担いで落とす危険な技を使用したため初代王者が三度目の防衛に成功。
- 12月31日、年越しプロレスにて西村修と対戦。9:15スピニングトゥーホールドで敗れる。同日、日本インディー大賞 2012のニューカマー部門で2位に入賞。また、年末にかけて減量を実施。デビュー時の95kgから75kg程度まで落とす。

### 2013年
- 1月5日 - 6日、アイスリボン、大日本プロレス、KAIENTAI、FREEDOMS、DDTの5団体による横浜プロレスフェスタに参戦。「ヤングジェネレーションバトル for ネクストフューチャーチャレンジ」と銘打った若手タッグの一員として6試合を戦う。試合後、アイスリボン代表として参加した世羅りさにシングルマッチを要求される。
- 1月27日、DDT後楽園大会にて福田本人によるプロモート団体「アルティメット・スーパースターズ・アクション（U.S.A.）」の立ち上げを熱望すると鶴見亜門GMがこれを了承。3月28日に新木場1stRINGで開催が決定した。
- 2月11日、アイスリボン横浜ラジアントホール大会にて、世羅とミックスタッグとして対戦。福田のパートナーは世羅と同期かつ同い年のライディーン鋼（JWP）、世羅のパートナーは（当日夜開催の）大日本プロレスの代表として前出の横浜プロレスフェスタに出場した神谷英慶。世羅のエアーズ・ロックを喰らいピンフォール負け[2]。
- 3月10日、ユニオン新木場大会にて葛西純と組み、謎覆面A&謎覆面Cと「撤退・コントラ・マスカラ」として対戦するが、フォールを奪われユニオン追放となった[3]。
- 3月28日、自らがプロデュースしたUSAの旗揚げ戦「U・S・A～Ultimate Superstars Action～STARGATE2013」を開催した。観客数は主催者発表で319名。
- 3月20日、DDT後楽園大会にて8月17日DDT両国大会でCDデビューすると発表。その為のオーディションに挑戦する事を表明する。
- 5月3日、ユニオンプロレス後楽園大会にて 世界アイポケ級選手権試合 初代王者決定戦に参戦（対戦相手は高木三四郎、葛西純、FUMAでの4WAY戦）。9:19 横入り式エビ固めで勝利し初代王者となるも、デート権が賭けられたディーバの希志あいのからスリーカウントを取られ防衛に失敗した。同日リング上にて、夏の魔物エンタメユニット「DPG（ドラマティックパーフェクトグループ）」が結成され、福田がリーダーに就任する事、8月７日にCDデビューする事が発表された。
- 6月2日、DDT新木場大会にて、両国で対バンするBiSが登場。メンバー紹介中に福田が乱入してリーダープー・ルイとのプロレス対戦を要求する。
- 7月27日、福田がビッグダディの隠し子であると東スポにスクープされ、9月14日の夏の魔物で親子タッグとして試合をする事が発表される。
- 7月29日、DDT闘うビアガーデンのダークマッチで、竹下幸之介相手に60分アイアンマンマッチ（60分耐久マッチ）を闘い抜く。竹下がダブルアーム・スープレックス・ホールドとシャープシューターで、福田がバックスライドとパーフェクト首固めで２本ずつ取り、2-2のイーブンに終わった。この試合は予告なしで行われ、平日の18時開始のダークマッチだった為噂を呼び、後日ニコ生でノーカット放送された。
- 8月5日、新木場1stRINGにてDPG旗揚げ興行が開催される。デビュー曲「リングの魔物」のお披露目のほか、アントーニオ本多との3度目のシングルマッチが行われ、流血戦の末卍固めで敗れた。
- 8月17日、DDT両国国技館大会にて、対バン相手であるBiSのリーダープー・ルイ（with葛西純）とプロレスで対戦。プー・ルイのみが金的攻撃ありの特別ルールで行われ、5分28秒 PSCV(プー・ルイ・スペシャル・カウパー・バキューム)で敗れた。
- 8月18日、DDT両国国技館大会でファッションモデル赤井沙希のデビュー戦の相手となる（パートナーは福田が志田光&世IV虎、赤井がマサ高梨&チェリー）。高梨のタカタニックからのエビ固めでフォールされる。
- 9月23日、ユニオン横浜ラジアントホール大会で謎覆面Pの正体が自分であると明かし、ユニオン復帰が認められる。第4回DDT48総選挙にもエントリーし、10月2日の投票結果発表にて得票数150票の16位と選抜メンバーに入り10月20日DDT後楽園大会への参戦が決定する。
- 10月10日、プロレスリング我闘雲舞の新木場大会にてさくらえみ・ハル・ミヤコとの3WAYマッチに出場。2:58さくらからラ・マヒストラルを切り返して片エビ固めで勝利。この結果を以ってさくらの持ち歌である「限界のうた」の権利を獲得する。
- 11月16日、KAIENTAI-DOJOのCLUB-K SUPER in Blue Field大会にてSTRONGEST-K TAG王座選手権に挑戦し（パートナーは旭志織、対戦相手はTAKAみちのく・梶トマト）、15:11イマジンで旭が勝利。第25代チャンピオンになる。
- 12月1日、北沢タウンホールで行われた東京女子プロレス旗揚げ戦にDPGとして登場。ここでプロレスデビューを果たしたステファニー・アユミこと高田あゆみを送り出す。
- 12月11日、ユニオンプロレスの新宿FACE大会にてKO-Dタッグ王座選手権に挑戦し（パートナーはMEN'Sテイオー、対戦相手は木高イサミ・宮本裕向）、13:29勇脚からの片エビ固めで敗れる。試合に負けるもテイオー、イワン・マルコフとともにワールドメンズクラブの立ち上げ、ユニオン正規軍との抗争を宣言した。
- 12月28日、プロレスリングHEAT UPの王子大会にて第1回WORLD NICE GUY選手権に出場し（対戦相手はジョシュ・オブライエン、ワンチューロの3WAYマッチ）、勝利。ワールドナイスガウンが贈呈される。

### 2014年
- 1月26日、KAIENTAIDOJO横浜大会にて、STRONGEST-K TAG王座選手権防衛戦を行い（挑戦者はTAKAみちのく・梶トマト）、12:24レッドアイで敗れ王座から陥落する。
- 3月4日 、DDT「BOYZ」にてHARASHIMAとユニオン非認定ＵＳヘビー級選手権を賭けて対戦。8:43蒼魔刀からの片エビ固めで敗れる。タイトル移動かと思われたが江田島塾長の「座った状態の人にドンってやるのはUSヘビー級的には反則かなと思うんですね。」とのコメントを受けて結果的に福田の防衛となる。
- 3月15日 、プロレスリングHEAT UPの王子大会にて第4回WORLD NICE GUY選手権に出場し（対戦相手は岩本煌史、PSYCHOの3WAYマッチ）、7:16ハイフライボムからの片エビ固めで敗れる。ワールドナイスガウンがPSYCHOへ譲渡された。
- 4月27日、ユニオンプロレス横浜大会にてUWA世界タッグ王座選手権に挑戦し（パートナーはMEN'Sテイオー、対戦相手はHIROKI・ヤス・ウラノ）、17:21スピニングトゥーホールドでテイオーが勝利。第17代チャンピオンになる。
- 5月18日、ユニオンプロレス後楽園大会にてUWA世界タッグ王座選手権の防衛戦を行う。（対戦相手は諸橋晴也・FUMA）10:46回転エビ固めで福田が勝利し初防衛に成功。
- 6月19日、ユニオンプロレス新宿大会にてユニオンMAX王座選手権に挑戦、チャンピオン佐藤光留に善戦するも23:45肩固めからのレフェリーストップで敗れる。
- 8月8日　Twitter上でDPGからの脱退を発表。
- 8月28日、全日本プロレスへのレンタル移籍を発表。移籍期間は10月22日後楽園大会より翌年のチャンピオン・カーニバルまでで、その期間中は全日本以外のユニオンを含む他団体には参戦しない予定。10月のDDT後楽園大会に参戦しない為、第４回DDTドラマティック総選挙は辞退となる[4]。
- 8月31日、ユニオンプロレス新宿大会にてUWA世界タッグ王座の防衛戦を行う。（対戦相手は木高イサミ・FUMA）14:25顔面へのソバットからのエビ固めによりFUMAが福田からが勝利し、３度目の防衛に失敗。王座から陥落する。
- 10月7日、DDTのイベント「バブルサッカー」に参加した際、肩甲骨脱臼後骨折の重傷を負ってしまったため、全日本プロレスへのレンタル移籍は一旦白紙となった。その後2015年の横浜大会で試合中に完全に白紙になったことを明かす。
- 10月11日、ユニオンプロレス新木場大会で2代目ミスター・パーフェクトを決め2代目はMEN'Sテイオーになる。
- 12月17日、ユニオンプロレス新宿大会にて丸山敦が３代目ミスター・パーフェクトを襲名する。

### 2015年
- 1月、福田が主演を務める映画「復讐のドミノマスク」（監督：室谷心太郎）が2015年夏に劇場公開される事が発表される。
- 1月10日、ユニオンプロレス王子大会にて24日ユニオンプロレス横浜大会での復帰が発表される。
- 1月24日、ユニオンプロレス横浜大会にて復帰。MEN'Sテイオーをパートナーに諸橋晴也・宮本和志組と対戦したがテイオーと宮本がパートナーを裏切り12分4秒ノーコンテストで終わる。
- 1月31日、さくらえみの持ち歌である「限界のうた」の福田洋バージョンがレコーディングされ2月22日ユニオン王子大会より販売される事が発表された。
- 2月15日、DDTプロレスさいたまスーパーアリーナ大会に参戦。キングオブダーク選手権（直接フォールされた選手は永久にダークマッチにしか出られない）で星誕期をパートナーに伊橋剛太・DJニラ組と対戦し、6分12秒福田が伊橋を首固めでフォールした。
- 7月8日、全日本プロレス後楽園ホール大会にて、石川修司をパートナーに野村直矢・曙組と対戦。怪我によりレンタル移籍が白紙となったために出場できなかった全日本プロレスに初出場する。
- 8月17日、10周年記念後楽園大会を最後にナオミ・スーザン代表が退任することになり、後任を含めて以降の活動について協議されたが、同大会を最後に解散することが発表された。
- 8月22日、自身が主演、脚本（共同）を手掛けた映画「劇場版復讐のドミノマスク（監督室谷心太郎）」がMOOSIC LAB2015の出品作として9月11日まで新宿K’s cinemaで公開された。
- 9月22日、MOOSIC LAB2015の受賞結果が発表され作品は準グランプリ、自身は男優賞に選ばれた。第6回DDTドラマティック総選挙にエントリーするが10月7日の投票結果発表にて得票数165票の26位と選抜メンバーから落選。しかし23 - 26位のアンダーボーイズ枠に入ったため10月25日の後楽園大会ではダークマッチに出場。
- 10月7日、総選挙結果発表前の記者会見にて、木高イサミ率いるプロレスリングBASARAに所属する事を発表した[5]。
- 12月、痛風を発症。

### 2016年
- 6月19日、プロレスリングBASARAでのシングルのリーグ戦「頂天〜itadaki〜」のBブロックで３勝１敗６点となり決勝戦に進む。
- 6月23日、BASARA新宿FACE大会にて「頂天〜itadaki〜」優勝決定戦を木高イサミと争い、23分41秒パーフェクトプレックスで勝利し優勝賞金50万円を獲得する。同日、リングネームをトランザム★ヒロシに改名する事を発表した[6]。

### 2017年
- 8月、試合中に右肩を脱臼し長期欠場となるも、その間インドへヨガ・インストラクターの資格習得へと旅立つ。何らかの悟りを開いたことでヨガキャラとなり、体重も減量した。都内某所にて不定期に参加者自由のヨガトレーニングを行っている。2018年に全米ヨガアライアンス認定資格RYT200を習得。

### 2021年
- 7月25日、吉祥寺において、古伝柔道研究會を発足（2022年5月28日、古傳柔道球藏會に改称）。

### 2022年
- 1月11日、柔ヨガ（やわらよが）を提唱。YouTubeで、柔ヨガ・オンラインを開始。

## 得意技
- パーフェクトプレックス
- プリックバスター
- カミソリ内股
- ファイブスターダブルアックスハンドル
- ココ☆ナツクラッシュ
- ラリアット

リキラリアットに近いフォームで繰り出す。
- バックドロップ
- サソリ固め
- 一本背負い
- 谷落固（たにおとしがため）

谷落で倒した相手をそのままエビに固める。

## 入場曲
- Dispeller of Darkness
- Rockin' The Paradise（Styx） - プロレスリングBASARA限定使用曲
- Man of Perfect
- The Soul of The Kung Fu Fighter

## タイトル歴
DDTプロレスリング
- 第906代、第916代、第930代、第934代、第937代、第942代、第944代、第946代、第951代、第953代、第955代、第957代、第1069代アイアンマンヘビーメタル級王座
- 第2代KO-D10人タッグ王座（パートナーは男色ディーノ&朱崇花&瑞希&飯野雄貴）

KAIENTAI DOJO
- 第25代STRONGEST-K TAG王座（パートナーは旭志織）

ユニオンプロレス
- 第18代UWA世界タッグ王座（パートナーはMEN'Sテイオー）

プロレスリングBASARA
- 頂天〜itadaki〜 優勝（2016年）

その他
- ユニオンプロレス非認定USヘビー級王座
- 世界アイデアポケット級王座
- ワールドナイスガイガウン王座
- 第３代、第８代たまプロタッグ王座

## 人物・エピソード
- 柔道のバックボーンを持つがリングではアメリカンプロレスを強く意識したファイトスタイルを見せる。2015年よりリング上では歌うようにもなる。
- 有名人になるための自己演出に非常なこだわりを持ち、その手段としてツイッター、ブログ、Facebookといったネットツールを駆使して他団体参戦のオファーや対戦相手への宣戦布告を展開して「ネットテロリスト」の異名を持つ。
- 「一若手の自分の試合なんて誰も観てくれないんですよ。ただ新人が頑張ってたー、で消化されてしまう。どっかに引っかかりがないと興味なんて湧かないですよね。（ブログより抜粋）」とある様に有名となって世間の注目を集め、ひいてはプロレス界全体の知名度を上げようという思想がみてとれる。
- 自己アピールの為に様々な手段を尽くし、自分のファンクラブを立ち上げて会報を配布したり、ツイッター上で「どうしたら福田洋は有名になれるか」を広く公募したり、オールナイトニッポンパーソナリティーのオーディションに応募するなど日々活動の範囲を広げながらプロレスラーとしての成長を続けている。
- 極秘でツイッターをやっていた平田一喜のアカウントを探り出し、リプライを繰り返してとうとう本人だと白状させた。社長の高木三四郎も気がつかなかったこの快挙に周囲から「名探偵」「よく気がついたね」と賞賛される観察眼を持つ。
- 所属していた団体内ユニット「ほもいろクローバーZ」の元ネタ「ももいろクローバーZ」では百田夏菜子推し。
- 旧友であるミュージシャンのスナックゆとりが応援ソング「あの日見た夕陽を僕達はまだ憶えている」をYouTubeで公開している。